# Stan Lee Meets...
«Стен Лі зустрічає…» (англ. «Stan Lee Meets...») — обмежена серія американських коміксів видавництва Marvel Comics. Сценаристом першого випуску виступив сам Стен Лі й був випущений на честь його 65-річчя як співробітника Marvel Comics.

## Синопсис
Святкування 65-ї річниці праці Стена Лі в Marvel Comics! У п'яти дивовижних історіях, які були написані самим Стеном Лі! Стен: зустрічає своє павутинне творіння; відправляється в Гринвіч-Вілледж; зустрічається зі своїм старим другом Доктором Стренджем; його викрадають у Латверію зловісний Доктор Дум; відправляється до зірок разом з якимось срібношкірим космічним мандрівником! ДО ТОГО Ж: письменники й художники, твори яких стали бестселерами, виражають свою повагу життю та кар'єрі Стена в п'яти історіях, що вражають!

## Головні герої
- Стен Лі
- Людина-павук
- Істота
- Доктор Дум
- Доктор Стрендж
- Срібний серфер